# براد إيفانز (لاعب كريكت)
براد إيفانز (24 مارس 1994 - ) (بالإنجليزية: Brad Evans)‏ هو لاعب كريكت زيمبابوي.

## وصلات خارجية
- براد إيفانز (لاعب كريكت) على موقع إي آس بي آن كريك إنفو (الإنجليزية)